# Sedmpány
Sedmpány jsou vesnice, část města Trhový Štěpánov v okrese Benešov. Nachází se asi 4 km na jihovýchod od Trhového Štěpánova. V roce 2009 zde bylo evidováno 62 adres. Sedmpány jsou také název katastrálního území o rozloze 4,91 km².

## Historie
První písemná zmínka o vesnici pochází z roku 1388.
Působí zde sbor dobrovolných hasičů.
Do května 1975 tudy procházela železniční trať Benešov u Prahy – Dolní Kralovice, poté byla zkrácena do Trhového Štěpánova a koncový úsek i se zastávkou Sedmpány byl zrušen.